# 塩澤寺
塩澤寺（えんたくじ）は山梨県甲府市にある真言宗智山派の寺院。山号は福田山。
毎年2月13日正午より、翌14日正午まで行われる厄除け地蔵尊大祭で知られており、地元では厄地蔵さんの名で親しまれている。大祭の両日は昼夜を問わず大勢の参拝客で賑わう。

## 沿革
湯村山の南麓に立地し、南には信玄の湯 湯村温泉が所在している。『甲斐国社記・寺記』によれば、大同3年（808年）に空海が開山し、天暦9年（955年）に空也が開祖であったと伝わる。さらに『寺記』によれば、鎌倉時代には蘭渓道隆（らんけい どうりゅう）が中興開山となり、諸堂を再建したという。『西山梨郡誌』所収の天正3年（1575年）2月20日付武田家印判状では、武田氏から諸役免除を受けている。
『甲斐国志』によれば、近世には山宮村（甲府市山宮町）の明王院の末寺となる。

## 文化財
重要文化財（国指定）
- 塩沢寺地蔵堂 - 昭和24年2月18日指定

室町末期建立　江戸前期の建築。
山梨県指定有形文化財
- 塩沢寺無縫塔 - 昭和46年4月8日指定

地蔵堂近くに3基並ぶ無縫塔のうち右端のもの（2基は江戸時代の作例）。安山岩製で、総高は1.3メートル。基礎部分には反花が刻まれ、断面六角形の竿、蓮弁を刻んだ中台の上に塔身が据えられている。竿部分に応永7年（1374年）の刻銘を持つ。
- 石造地蔵菩薩坐像 - 昭和35年11月7日指定
- 塩澤寺阿弥陀種子板碑 - 昭和48年7月12日指定

無縫塔の右手に立つ高さ2.15メートル、幅1.0メートルの種子板碑。石材は国中地方の板碑に多い安山岩。中央上部に阿弥陀種子が大書され、その下に碑銘刻文がある。銘文には北朝年号の貞和6年（1350年）の年紀があるが、願主は特定できず大工名も欠失している。
山梨県指定天然記念物
- 塩澤寺の舞鶴のマツ - 昭和40年5月13日指定

明治期には甲府市武田の新紺屋小学校（甲府市立新紺屋小学校）の「常磐の松」、第十国立銀行の「鶴亀の松」とともに「甲府の三名松」と呼称された。
甲府市指定天然記念物
- 塩澤寺のシラカシ林 - 昭和62年3月31日指定

## アクセス
- JR中央本線甲府駅下車。
- 中央自動車道甲府昭和インターチェンジで降り、昇仙峡・湯村方面へ行く。